# Callopsylla forfica
Callopsylla forfica är en loppart som beskrevs av Wu Houyong, Chen Jiaxian et Liu Quan 1981. Callopsylla forfica ingår i släktet Callopsylla och familjen fågelloppor. Inga underarter finns listade i Catalogue of Life.